# Vrana
 Ovo je glavno značenje pojma Vrana. Za druga značenja pogledajte Vrana (razdvojba).
Vrane (lat. Corvus corone) su vrsta inteligentnih i bučnih ptica iz reda vrapčarki, porodice vrana. U Euroaziji je zastupljena sa 6 podvrsta, od kojih dvije, crna vrana i siva vrana, žive u Europi
.

## Izgled
Dvije podvrste koje žive u Europi razlikuju se samo bojom perja. Podvrsta koja pretežno nastanjuje sjeveroistok Europe ima crno perje s plavkastim odsjajem (crna vrana), dok podvrsta s jugozapada ima sivo tijelo s crnim krilima, crnim repnim perjem i crnom glavom. Mogu se pojaviti i hibridni oblici ove dvije podvrste koji su sposobni za razmnožavanje, a perje im može imati boje oba roditelja.
Kljun je kod obje podvrste debeo, gornji dio je sprijeda savijen prema dolje. Pera repa su ravna, a noge isto crne.

## Način života
Osim u vrijeme gniježdenja, vrane žive u manjim jatima koja se zatim, naročito u sumrak, okupljaju u velika jata ako imaju zajednička stabla na kojima spavaju. U vrijeme parenja - počevši otprilike od ožujka - okupljaju u parove koji se odvajaju od jata i zadržavaju se uglavnom u području gniježdenja, dok se istovremeno oblikuju jata ptica koje se ne pare, a čine ih, prije svega, mlade ptice. Poznate su po svom glasnom javljanju zvukom koji zvuči kao promuklo "kreeeh". Često nastanjuju šume i poljoprivredno zemljište. Neke jedinke žive u gradskim parkovima, ali i vrtovima i dvorištima. Tipični su hemerofili.
Žive do 13 godina i monogamne su, par u pravilu ostaje zajedno do kraja života. Ženka polaže 4-6 jaja, na kojima roditelji leže 18 do 20 dana. Mladunci su čučavci a letjeti mogu nakon 4 do 5 tjedana.

## Prehrana
Ptice iz porodice vrana nisu specijalizirane i to im omogućuje raznovrsnu prehranu, pravi su svejedi. Mnoge od njih jedu gotovo sve vrste hrane koje se mogu dočepati, a to uključuje i strvinu, jaja drugih vrsta kao i mlade ptice. Pored toga, jedu i sjemenke i voće.

## Vanjske poveznice
|  | Zajednički poslužitelj ima stranicu o temi Vrana |